# Lopezus arabicus
Lopezus arabicus är en insektsart som beskrevs av Hölzel 1972. Lopezus arabicus ingår i släktet Lopezus och familjen myrlejonsländor. Inga underarter finns listade i Catalogue of Life.